# إسحاق بروير
إسحاق بروير (بالألمانية: Isaac Breuer)‏ (و. 1883 – 1946 م) هو حاخام، ومؤلف، وكاتب، ومحامي ألماني، كان عضوًا في أغودات يسرائيل، توفي في القدس، عن عمر يناهز 63 عاماً.